# Parco regionale dell’Adamello
Der Parco regionale dell’Adamello (deutsch Regionalpark Adamello) ist ein Naturpark in den Südalpen in der italienischen Provinz Brescia in der Lombardei. Er umfasst ein 510 km² großes Gebiet der westlichen Adamellogruppe, erstreckt sich von Nord nach Süd zwischen dem Tonalepass und dem Passo di Croce Domini, und von West nach Ost zwischen dem Val Camonica des Oglio und der Grenze der Provinzen Brescia und Trient. Eine Besonderheit des Parks ist die enorme Höhenausdehnung von unter einer Höhe von 500 m s.l.m. im Südwesten im Tal des Oglio bis auf einer Höhe von 3554 m s.l.m. im Gipfel des Monte Adamello. Als Folge sind im Park (fast) alle Klimazonen Europas vom submediterranen Flaumeichen-Hopfenbuchenwald bis zur arktischen Region vertreten.
Er grenzt im Osten direkt an den Naturpark Adamello-Brenta, 621 km². Zusammen mit den weiteren direkt (Nationalpark Stilfserjoch, 1346 km²) und mittelbar über den Nationalpark Stilfserjoch angrenzenden Schutzgebieten (Schweizerischer Nationalpark, 170 km²) bilden diese 4 Schutzgebiete eine der flächengrößten Schutzzonen der Alpen (2647 km²), wobei die Schutzbestimmungen je nach Park und vorhandener interner Zonierung unterschiedlich sind.
Als einziger Konkurrent zählen dabei lediglich die ebenfalls länderübergreifend angrenzenden Schutzgebiete Naturpark Rieserferner-Ahrn, Nationalpark Hohe Tauern und Ruhegebiet Zillertaler Alpen, wobei der Nationalpark Hohe Tauern ein in sich zerteiltes Gebiet umfasst.

## Zoneneinteilung im Park
Im Parco regionale dell’Adamello sind 12 Sonderzonen ausgewiesen, die teilweise strengeren Schutzbestimmungen unterliegen und besonderen Schutz- und/oder Pflegemaßnahmen unterliegen:
- Riserva integrale Val Rabbia e Val Gallinera
- Riserva orientata Val Gallinera - Aviolo
- Riserva orientata Lago d’Arno
- Riserva parziale morfopaesistica e biologica Adamello
- Riservo partiale biologica Torbiere del Tonale
- Riserva partiale biologica Torbiere di Val Braone
- Riserva partiale zoologico-forestale Boschi di Vezza e Vione
- Riserva partiale zoologico-forestale Piz d’Olda-Pian della Regina
- Riserva partiale zoologico-forestale Frisozzo-Re di Castello
- Riserva parziale morfopaesistica e botanica Badile-Tredenus
- Riserva parziale botanica Marser-Bos

## Fauna, Projekte
Im Park ist eine vielfältige Fauna anzutreffen, die weitgehend der im benachbarten Naturpark Adamello-Brenta entspricht.
Als große Säugetiere sind Steinböcke, Gämsen, Rothirsche und Rehe anzutreffen. Gelegentlich wandert ein Alpen-Braunbär aus dem benachbarten Schutzgebiet ein.
Adler kreisen verhältnismäßig häufig im Park, eine Wanderung im Norden hat deshalb den Namen Sentiero delle Aquile - Weg der Adler. Ab und an lässt sich ein Bartgeier beobachten, seitdem im angrenzenden Nationalpark Stilfserjoch ein erfolgreiches Aussiedlungsprojekt durchgeführt wurde.
Von den Hühnervögeln sind Schnee-, Stein-, Birk- und Auerhuhn bemerkenswert.
Neben diversen kulturellen und kulturlandschaftlichen Projekten werden vom Park biologische Projekte durchgeführt. Eines hatte die Wiederansiedlung des Steinbocks zum Ziel und führte zu einer stabilen Population in den Südtälern der Gruppe zwischen dem Baitonestock und dem Valle Adame. Ein weiteres Projekt dient dem Schutz des Europäischen Flusskrebses, der europaweit in seinem Bestand gefährdet ist.

## Touristische Projekte
Die Parkverwaltung unterhält mehrere Fauna-Beobachtungsstationen, so im Val Aviolo und beim Lago Baitone. Dort, in den Park-Häusern sowie bei Exkursionen werden Umweltbildungsmaßnahmen angeboten, insbesondere für italienische Schulklassen.